# MCV/Develop
MCV/Develop (ehemals MCV und Market for Computer & Video Games) ist eine seit 1998 monatlich erscheinende britische Fachzeitschrift der Computerspieleindustrie mit schwerpunktmäßiger Berichterstattung über geschäftliche Aspekte der Branche. Die Publikation erscheint im Verlag BizMedia im Print- und Digitalformat. 2018 wurde das Schwestermagazin Develop in MCV integriert, im Jahr darauf erfolgte die Umbenennung zu MCV/Develop. Chefredakteur ist seit November 2021 Richie Shoemaker.
Seit 2002 werden im Rahmen der jährlich verliehenen MCV/Develop Awards Produkte, Unternehmen, Plattformen und Veranstaltungen von einer Fachjury ausgezeichnet.